# Orvišník
Orvišník je potok na dolní Oravě, na území okresu Dolný Kubín. Je to pravostranný přítok Oravy, měří 7,6 km a je tokem IV. řádu.

## Pramen
Pramení v Oravské Maguře, v podcelku Kubínska hoľa, na západním svahu Kľúče (1 143,8 m n. m.) v nadmořské výšce přibližně 895 m n. m..

## Popis toku
Od pramene teče severojižním směrem, vstupuje do Oravské vrchoviny a protéká Zadnou dolinou. Nejprve přibírá krátký přítok zleva z jihozápadního úpatí Kľúče, následně se tok stáčí na jihojihovýchod, z levé strany přibírá přítok ze západního svahu Kľúče a dále přibírá několik kratších potoků zprava z východních svahů Močidel (898,6 m n. m.) a zleva z jižního úpatí Kľúče. Potok dále pokračuje jihovýchodním směrem, protéká Prednou dolinou a z levé strany přibírá Kordošov potok. Následně protéká přes Revišné, přibírá levostranný přítok z oblasti Prieloh zvaný Členkovec, obloukem se stáčí na jihozápad a teče přes Veličnou. Západně od obce ústí v nadmořské výšce cca 459 m n. m. do Oravy.

## Jiné názvy
- Orvišná, Orvišné, Orvišný potok
- Revišná, Revišné, Revišník, Revišianka, Revišnianka, Revišiansky potok, Revišniansky potok
- Predná voda, Zadná voda
- dolní tok: Mrziačka, Mrziačsky potok